# Tsukada Rikichi

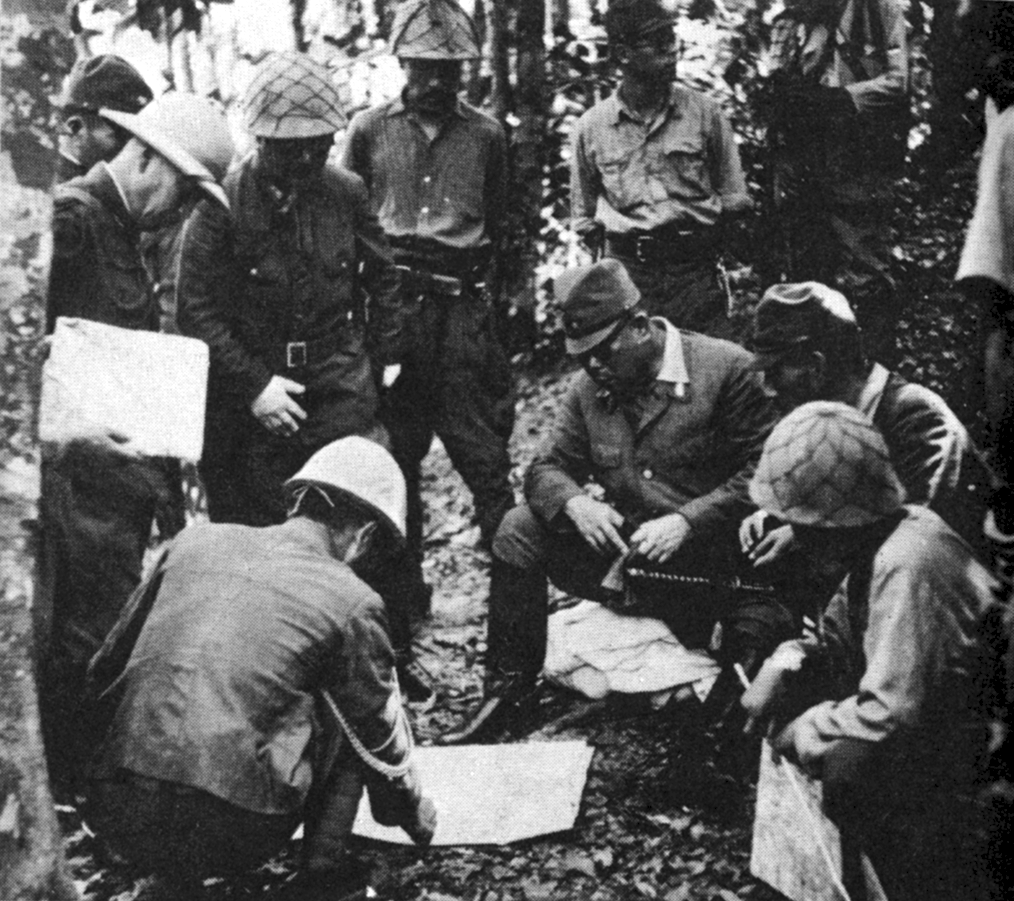
General Yamashita Tomoyuki mit seinem Stab in Malaya, 1941. Tsukada ist der Erste von links, mit dem Tropenhelm.

Tsukada Rikichi (jap. 塚田 理喜智; * 15. Dezember 1892; † 19. Mai 1958 in Sapporo) war ein Generalleutnant der Kaiserlich Japanischen Armee im Zweiten Weltkrieg.

## Leben
Tsukada wurde im Dezember 1916 im Rang eines Leutnants in die Kaiserlich Japanische Armee aufgenommen und schloss im November 1924 die Heereshochschule ab. Im Dezember wurde er auf einen Posten im Heeresgeneralstab versetzt, auf welchem er bis zum Juli 1927 blieb. Anschließend wurde er bis März 1930 zur Ausbildungseinheit der Shimoshizu-Heeresflugschule versetzt, wo er zuletzt als Lehrer für die Heeresluftwaffe tätig war. Bis Februar 1932 war er auf verschiedenen Stabsstellen unter anderem bei der 20. Division und der Kwantung-Armee eingesetzt, bevor er bis zum März 1933 beim 7. Luftregiment war. Hieran schloss sich bis zum Mai 1936 ein Posten im Hauptquartier der China-Garnisonsarmee an, bevor er bis 1938 in Nanjing in der Geheimdienstabteilung der Regionalarmee Nordchina diente.
Nach einer Beförderung zum Generaloberst der Flieger wurde Tsukada von März 1938 an als Befehlshaber des 7. Luftregiments eingesetzt. Von 1939 bis zum Februar 1942 war er Stabschef der 1. Luftgruppe, wo er im August 1941 zum Generalmajor befördert wurde. Von Februar 1942 bis Februar 1944 war er Kommandierender General der 3. Luftbrigade, bevor er im Anschluss bis August 1944 unter Kinoshita Satoshi als Stabschef der 3. Luftarmee, die für den Bereich um Singapur und die Malaiische Halbinsel zuständig war, diente. Bis November desselben Jahres war er kurzzeitig Befehlshaber der Ausbildungseinheit für Luftlandeoperationen, bevor er Kommandierender General der neu aufgestellten Dai-1 Teishin Shūdan, der „1. Luftsturmdivision“, auf den Philippinen wurde. Bis zum Februar 1945 war er mit diesem Großverband der 4. Luftarmee unterstellt, bevor er der 14. Regionalarmee auf Luzon unterstellt wurde, was jedoch nur einen formalen Wechsel darstellte, da Tsukada sich auch vorher bereits auf Luzon befunden hatte. Dort hatte er auch am 1. Januar 1945 bereits, in Vorbereitung auf die Schlacht um Luzon, vom Oberbefehlshaber Yamashita Tomoyuki den Oberbefehl über die aus Teilen der 14. Regionalarmee gebildete Kembu-Gruppe erhalten. Dieser etwa 30.000 Mann starke Großverband sollte unter anderem den Flugplatz Clark Field und dessen Umgebung verteidigen. Am 27. Januar kamen seine Truppen erstmals in Kontakt mit Einheiten der US-Armee, die in heftigen Kämpfen bis zum 31. Januar Clark Field erobern konnten. Unter Tsukadas Befehl gelang es jedoch etwa 25.000 Soldaten, sich in die Berge westlich des Flugplatzes zurückzuziehen und dort bis Ende Februar eine stabile Verteidigungslinie zu halten. Während dieser Kämpfe war jedoch die Verbindung zu den japanischen Truppen auf der Insel Corregidor verloren gegangen, welche auch unter dem Befehl Tsukadas gestanden hatten und nun auf sich selbst gestellt waren.
Für seine Verteidigungserfolge wurde Tsukada im März 1945 zum Generalleutnant befördert. Bis Anfang April brach die geordnete Verteidigung der Kembu-Gruppe endgültig zusammen, weshalb Tsukada am 6. April seinen Truppen befahl, sich aufzulösen und einen Guerillakampf gegen die US-Armee zu führen. Am 2. September kapitulierte er mit einem kleinen Rest seiner Truppen und ging in Kriegsgefangenschaft, aus der er 1946 wieder entlassen wurde. Er starb 1958 im nordjapanischen Sapporo an Lungenkrebs.